# Szőke
Pour les articles homonymes, voir Szőke (homonymie).
Szőke est un village et une commune du comitat de Baranya en Hongrie.